# Sander marinus
Sander marinus е вид лъчеперка от семейство Percidae.

## Разпространение
Видът е разпространен в Азербайджан, България, Иран, Казахстан, Молдова, Румъния, Русия, Туркменистан и Украйна.